# John Mackie (Baron John-Mackie)
Pour les articles homonymes, voir John Mackie et Mackie (homonymie).
John Mackie, baron John-Mackie (24 novembre 1909-25 mai 1994) est un député travailliste britannique.

## Biographie
Né dans une ferme en Écosse, Mackie fait ses études à l'Aberdeen Grammar School avant de devenir lui-même agriculteur. Il rejoint le Parti travailliste et se présente sans succès à North Angus et Mearns aux élections générales de 1951 au Royaume-Uni et à Lanark aux élections générales de 1955 au Royaume-Uni. Il est élu à Enfield East aux élections générales de 1959 au Royaume-Uni.
Mackie est secrétaire parlementaire du ministère de l'Agriculture, des Pêcheries et de l'Alimentation dans le gouvernement travailliste de 1964 à 1970. Il ne se représente pas en 1974 et, en 1976, il est nommé président de la Commission des forêts. Le 18 mai 1981, il est créé pair à vie avec le titre de baron John-Mackie, de Nazeing dans le comté d'Essex.
Son frère aîné est Maitland Mackie (en) et son frère cadet est le député libéral George Mackie, baron Mackie de Benshie. Son fils, George Mackie, est un joueur de l'équipe internationale de rugby écossais.